# Lola Ewerlund
Karin Lola Margareta Ewerlund, född 23 juni 1949 i Örebro, död 14 oktober 2020 i Domkyrkoförsamlingen i Göteborg, var en svensk skådespelare. 

## Biografi
Ewerlund studerade vid Statens scenskola i Stockholm. Hon är gravsatt i minneslunden på Stampens kyrkogård i Göteborg.

## Filmografi
- 1994 – Håll huvet kallt (TV-serie)
- 1997 – Rika barn leka bäst
- 1999 – Sjätte dagen (TV-serie)
- 2001 – En sång för Martin
- 2003 – Solisterna (TV-serie)
- 2004 – Orka! Orka! (TV-serie)
- 2005 – Steget efter
- 2005 – En decemberdröm (TV-serie)
- 2006 – Bad Dreams
- 2008 – De ofrivilliga
- 2010 – Andra Avenyn (TV-serie)

## Teater

### Roller
| År   | Roll | Produktion                        | Regi         | Teater          |
| ---- | ---- | --------------------------------- | ------------ | --------------- |
| 1991 |      | Den perfekta kyssen Staffan Göthe | Åsa Melldahl | Angereds teater |

### Regi (ej komplett)
| År   | Produktion | Upphovsmän    | Teater      |
| ---- | ---------- | ------------- | ----------- |
| 1999 | Uppercuts  | Timo Nieminen | Folkteatern |